# 特里普拉邦
特里普拉邦（博羅克語：Twipra或Tripura）是印度的一個邦，位於印度東北部，邦的南邊與孟加拉接壤。現特里普拉邦首府為阿加爾塔拉，官方語言爲博羅克語（又称特里普拉語）和孟加拉語。特里普拉邦是一個內陸邦，地理特徵是由幾個南北山脈中間的山谷，與西部平原的狀態。主要宗教为印度教性力派，少数人信仰伊斯兰教、基督教或佛教。面积10491.69平方千米。

## 歷史

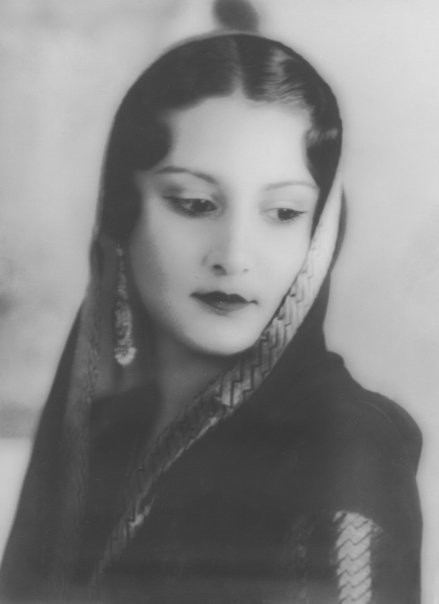
攝政王后Kanchan Prava Devi

特里普拉邦原為特里普拉王國，1809年起成為英屬印度的特里普拉土邦。1947年印巴分治後加入印度。1949年9月9日，攝政王后Kanchan Prava Devi放棄權力，特里普拉土邦被改組為今日的特里普拉邦。
印巴分治後，大量信奉印度教的孟加拉族從東孟加拉（東巴基斯坦）遷移到該邦。1971年孟加拉獨立戰爭期間有不少難民逃至該邦。

## 政治
印度獨立後至1977年，該邦一直由印度国民大会党执政。1978年至1988年，印度共产党（马克思主义）领导的左翼陣線執政。1988至1993年，印度国民大会党整併特里普拉青年协会聯合執政。1993年至2018年，左翼陣線第二次执政。2018年至今，印度人民党执政。
該邦自1970年代末起持繼發生軍事衝突。主要的分離主义組織是特里普拉民族解放阵线，现已停火。

## 人口

### 民族
據2001年人口普查，孟加拉族約佔人口的70%，特里普里人約30%。1941年，特里普里人佔該邦人口的62%。

### 语言
该邦的官方语言为孟加拉语、英语和博羅克語。

## 外部連結
- 特里普拉邦政府網站